# زیست‌کره

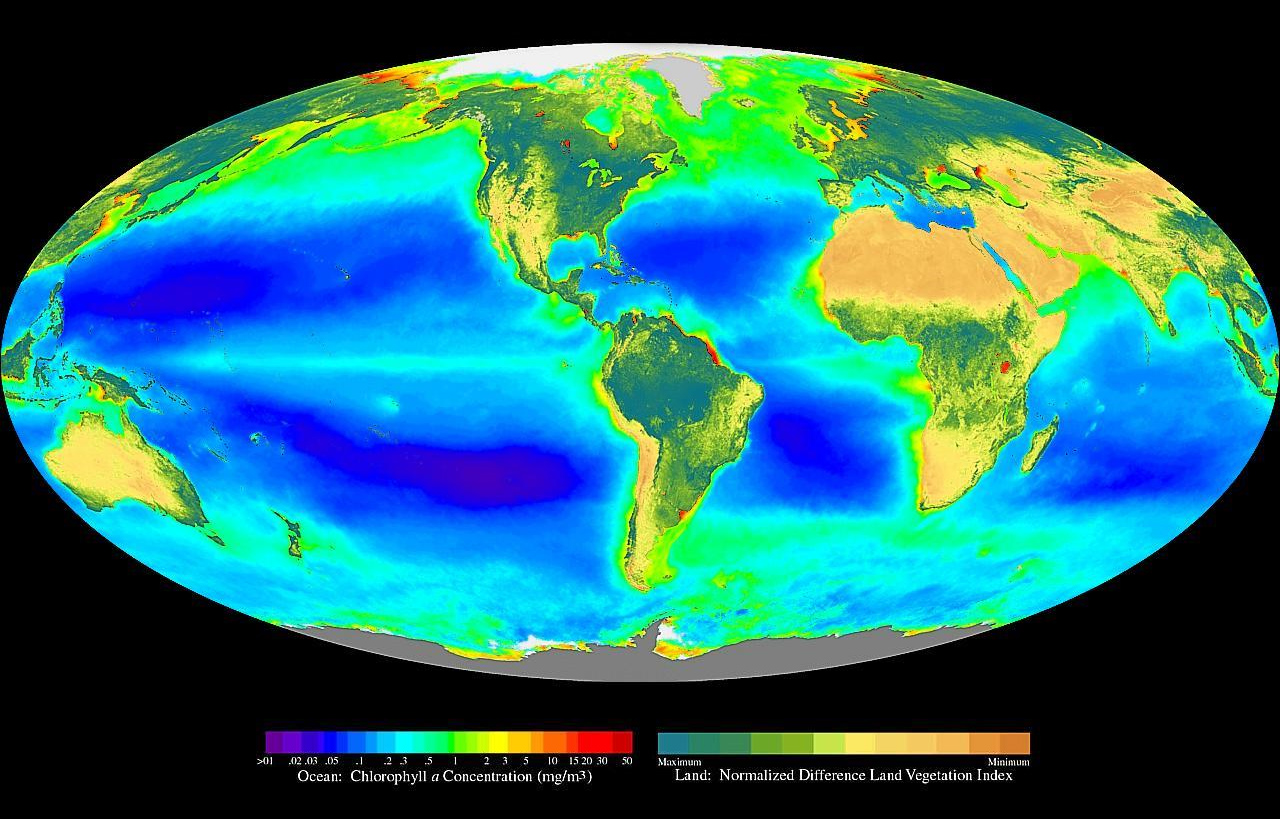
یک تصویر با ترکیب رنگ کاذب از میزان فراوانی نورخودپرورها (فتواتوتروف‌ها) در اقیانوس‌ها و خشکی‌های جهان، از سپتامبر ۱۹۹۷ تا اوت ۲۰۰۰. نگاره از ناسا.

زیست‌کُره یا بیوسفر (به انگلیسی: Biosphere) (یا گاهی پهنهٔ زیست) به آن بخش یا لایه از کره زمین گفته می‌شود که در آن زندگی وجود دارد.
این لایه زیستگاه انسان و سایر موجودات زنده همچون پرندگان، ماهیان یا سازواره‌ها و موجودات خاک‌زی است و تا لایه‌های زیرین از زمین که ریشه درختان و دیگر جانداران نفوذ می‌کند، ادامه دارد.
در زمین‌های سخت، زیست‌کره تنها تا عمق چند متری ادامه دارد (به استثناء باکتری‌ها که در لایه‌های ژرف‌تری نیز حضور دارند) در هوا زیست‌کره تا حدود ۸ کیلومتر یعنی تا جایی که اکسیژن یافت می‌شود، حضور دارد و در دریاها تا ژرفاهای بسیار و حتی تا ۱۱ کیلومتر در زیر اقیانوس (در درازگودال‌ها) نیز ادامه دارد.
زیست‌کره یا همان زیستگاه موجودات زنده در لایه‌های آب‌کره، جو و سنگ‌کره قرار دارد.
دانشمندان بر این باورند که زیست‌کره در پی یک فرایند زیست‌زایی که حدود ۳٫۵ میلیارد سال پیش آغاز شد، شکل گرفته و تکامل یافته‌است.
کره زمین ۷۰ درصد از نور خورشید را جذب می‌کند. یک درصد از این نور از سوی گیاهان و جلبک‌ها طی فرایند نورساخت جذب می‌شوند. ۳۰ درصد بقیه نور خورشید به فضا بازمی‌تابد. زیست‌کره بدون این نور که از خورشید می‌رسد، از میان خواهد رفت.